# Adrana crenifera
Adrana crenifera – gatunek małża morskiego należącego do podgromady pierwoskrzelnych.
Muszla wielkości: 3,5 cm, szerokość 0,9 cm, kształtu wydłużonego.
Są rozdzielnopłciowe, bez zaznaczonych różnic płciowych w budowie muszli. Odżywiają się planktonem oraz detrytusem.
Występuje od Ekwadoru po Peru